# The Good Doctor (serial telewizyjny)
The Good Doctor – amerykański serial telewizyjny (dramat medyczny) wyprodukowany przez 3AD,  EnterMedia Content, Shore Z Productions, ABC Studios oraz Sony Pictures Television, który jest adaptacją południowokoreańskiego serialu o tym samym tytule. Jest emitowany od 25 września 2017 roku przez stację ABC. Premiera finałowego odcinka miała miejsce 21 maja 2024 roku. W Polsce emitowany był od 14 grudnia 2017 przez TVP2.

## Fabuła
Serial opowiada o pracy młodego chirurga Shauna Murphy’ego, autystycznego sawanta, który zostaje rezydentem w prestiżowym szpitalu na oddziale chirurgii. Poznaje on tam ludzi, którzy go wspierają oraz takich, którzy krzyżują jego plany zostania tylko "dobrym doktorem".

## Obsada
| AKTOR                 | ROLA                 | SEZONY               | UWAGI |
| --------------------- | -------------------- | -------------------- | --- |
| Freddie Highmore      | dr Shaun Murphy      | 1 – 7                | Chirurg prowadzący, mąż Lei i ojciec Steve’a. |
| Richard Schiff        | dr Aaron Glassman    | 1 – 7                | Pierwotnie dyrektor szpitala i chirurg, od sezonu 7-go współdyrektor z dr Lim. |
| Will Yun Lee          | dr Alex Park         | 1 – 7                | Chirurg prowadzący, partner dr Reznick. |
| Fiona Gubelmann       | dr Morgan Reznick    | 1 – 7                | Ze względów zdrowotnych musiała zaprzestać praktykowania chirurgii. |
| Christina Chang       | dr Audrey Lim        | 1 – 7                | Ordynatorka chirurgii, od sezonu 7-go współdyrektorka szpitala. |
| Paige Spara           | Lea Dilallo          | 1 – 7                | Szefowa szpitalnego działu IT, żona dr Murphy’ego i matka Steve’a. |
| Bria Samoné Henderson | dr Jordan Allen      | 4 – 7                | Rezydentka chirurgii. |
| Noah Galvin           | dr Asher Wolke       | 4 – 7                | Były rezydent chirurgii. |
| Brandon Larracuente   | Daniel Perez         | 6 7 (gość.)          | Były rezydent chirurgii, odszedł ze szpitala, aby móc się leczyć po poniesionych obrażeniach z wypadku, w którym uczestniczył. |
| Chuku Modu            | dr Jared Kalu        | 1, 6-7 E01S02        | W 1-szym odcinku 2-go sezonu zwalnia się, powraca do pracy w 6 sezonie jako rezydent 1-go roku. |
| Antonia Thomas        | dr Claire Browne     | 1 – 4 gościnne 5 i 7 | Była rezydentka szpitala; uczestnicząc w misji w gwatemalskim szpitalu otrzymuje propozycje pracy, na którą przystaje. W 6 sezonie dowiadujemy się, iż zaproponowano jej stanowisko szefa chirurgii w tamtejszym szpitalu. W 7 sezonie zdiagnozowano u niej raka piersi. |
| Hill Harper           | dr Marcus Andrews    | 1 – 6                | Chirurg; dyrektor szpitala (w finale 6 sezonu rezygnuje ze stanowiska i odchodzi ze szpitala) |
| Savannah Welch        | Danica Powell        | 6                    | Była rezydentka chirurgii, zwolniona przez dr Lim. |
| Nicholas Gonzalez     | dr Neil Melendez     | 1 – 4                | Chirurg. |
| Beau Garrett          | Jessica Preston      | 1, E01 s. 4          | Była prawniczką w szpitalu i byłą narzeczoną dr Melendeza. |
| Osvaldo Benavides     | dr Mateo Rendón Osma | E19-20 s. 4 E1-4 s.5 | Lekarz; chwilowy partner dr Lim. |
| Tamlyn Tomita         | Allegra Aoki         | 1 – 2 E01S03         | Była wiceprzewodniczącą fundacji zajmującą się kontrolą szpitala. |
| Jasika Nicole         | dr Carly Lever       | 1-2 (gościnnie) 3    | Była partnerka dr Murphy’ego i rezydentka patologii. |
| Lisa Edelstein        | dr Marina Blaize     | 2                    | Lekarka, która leczyła dr Glassmana. |

### Drugoplanowa
- Dylan Kingwell(inne języki) jako Steve Murphy
- Elfina Luk(inne języki) jako Nurse Villanueva
- Teryl Rothery jako J.L.
- Chris D’Elia(inne języki) jako Kenny
- Sheila Kelley(inne języki) jako Debbie Wexler
- Lisa Edelstein jako dr Marina Blaize
- Daniel Dae Kim jako dr Jackson Han
- Sharon Leal jako Breeze Brownie
- Ricky He(inne języki) jako Kellan Park
- Karin Konoval(inne języki) jako Deena Petringa
- Brian Marc jako dr Enrique "Ricky" Guerin
- Summer Brown jako dr Olivia Jackson

## Przegląd sezonów
| Sezon | Sezon | Odcinki | Pierwsza emisja (ABC) | Pierwsza emisja (ABC) | Pierwsza emisja (TVP2) | Pierwsza emisja (TVP2) | Pierwsza emisja (AXN) | Pierwsza emisja (AXN) | Dostęp VOD      | Dostęp VOD      | Dostęp VOD    |
| Sezon | Sezon | Odcinki | Premiera sezonu       | Finał sezonu          | Premiera sezonu        | Finał sezonu           | Premiera sezonu       | Finał sezonu          | Netflix Polska  | Viaplay Polska  | TVP VOD       |
| ----- | ----- | ------- | --------------------- | --------------------- | ---------------------- | ---------------------- | --------------------- | --------------------- | --------------- | --------------- | ------------- |
|       | 1     | 18      | 25 września 2017      | 26 marca 2018         | 14 grudnia 2017        | 12 kwietnia 2018       | 2 kwietnia 2019       | 30 lipca 2019         | 15 lipca 2021   | 3 sierpnia 2021 | wrzesień 2023 |
|       | 2     | 18      | 24 września 2018      | 11 marca 2019         | 20 grudnia 2018        | 4 maja 2021            | 1 kwietnia 2020       | 29 lipca 2020         | 15 lipca 2021   | 3 sierpnia 2021 | wrzesień 2023 |
|       | 3     | 20      | 23 września 2019      | 30 marca 2020         | 5 maja 2021            | 8 czerwca 2021         | 14 października 2020  | 31 marca 2021         | 15 lipca 2021   | 3 sierpnia 2021 | wrzesień 2023 |
|       | 4     | 20      | 2 listopada 2020      | 7 czerwca 2021        | —                      | 7 kwietnia 2021        | 18 sierpnia 2021      | 2 sierpnia 2022       | 2 sierpnia 2022 | 3 sierpnia 2021 | wrzesień 2023 |
|       | 5     | 18      | 27 września 2021      | 16 maja 2022          | —                      | —                      | 16 lutego 2022        | —                     | 13 lipca 2023   | 16 luty 2023    | wrzesień 2023 |
|       | 6     | 22      | 3 października 2022   | 1 maja 2023           | —                      | —                      | —                     | —                     | –               | —               | wrzesień 2023 |
|       | 7     | 10      | 20 luty 2024          | 21 maja 2024          | -                      | -                      | -                     | -                     | -               | -               | -             |

## Produkcja
W lutym 2017 roku ogłoszono, że w serialu zagrają: Antonia Thomas, Freddie Highmore oraz Nicholas Gonzalez.
W kolejnym miesiącu poinformowano, że do obsady dołączyli: Chuku Modu jako Jared Kalu, Hill Harper jako Marcus Andrews, Irene King jako dr Elle McLean, Richard Schiff jako Aaron Glassman oraz Beau Garrett jako Jessica Preston
.
12 maja 2017 roku stacja ABC ogłosiła zamówienie pierwszego sezonu, który zadebiutował w sezonie telewizyjnym 2017/2018.
W dniu 4 października 2017 roku stacja ABC ogłosiła zamówienie pełnego pierwszego sezonu "The Good Doctor", zaś 8 marca 2018 roku drugiego. Pod koniec czerwca 2018 roku poinformowano, że w drugim sezonie do obsady dolączy Lisa Edelstein. W dniu 6 lutego 2019 roku telewizja ABC przedłużyła serial o trzeci sezon, natomiast w połowie lutego 2020 roku zamówiony został czwarty.
W Polsce serial zadebiutował 14 grudnia 2017 roku na kanale TVP2, gdzie do 12 kwietnia 2018 był emitowany pierwszy sezon. W dniu 20 grudnia 2018 swą premierę miała druga seria, jednak 14 marca 2019 emisja sezonu została wstrzymana. Od 2 kwietnia 2019 serial zadebiutował na kanale AXN.
W 2024 roku wraz ze zbliżającą się premierą ogłoszono, że 7 sezon będzie ostatnim.
Pierwszy odcinek sezonu finałowego wyemitowano 20 lutego 2024 
Oprócz emisji telewizyjnej, serial jest dostępny również w Internecie za pośrednictwem platform Netflix, Prime Video i Viaplay.